# Punkalaidun
Punkalaidun es una localidad de la región de Pirkanmaa, Finlandia. En 2017 su población era de 2.954 habitantes. La superficie del término municipal es de 364,02 km², de los cuales 2,95 km² son lagos y ríos. El municipio tiene una  densidad de población de 8,18 hab./km².
Limita con los ayuntamientos de Huittinen (en la región de Satakunta, Humppila (en la región de Tavastia Propia), Loimaa (en la región de Finlandia Propia, Urjala y Sastamala (ambos en la región de Pirkanmaa).
El idioma oficial es el finlandés.